# لیگ دسته دوم فوتبال ایران ۷۸-۱۳۷۷
لیگ دسته دوم فوتبال ایران ۷۸-۷۷ با قهرمانی بهمن کرج به پایان رسیده است. ۲ تیم به لیگ آزادگان ۷۹–۱۳۷۸ صعود کردند.